# Nestor L'Hôte
Pour les articles homonymes, voir L'Hôte.
Nestor Hippolyte Antoine L’Hôte, né le 24 août 1804 à Cologne et mort le 24 mars 1842 à Paris 9e, est un égyptologue, peintre et dessinateur français.
Au cours de trois expéditions en Égypte il réalise d'innombrables esquisses et dessins, insérés dans les Monuments de l’Égypte et de la Nubie de Champollion, puis dans ses propres publications, mais dont une grande partie disparaît pendant plus d’un siècle.

## Biographie

### Jeunesse et formation
Fils de Zoé, née Dequen, et de François-Isidore L’Hôte, sous-chef à la direction des douanes de Cologne, sous-préfecture française de la Roer, sous le Premier Empire, sa famille s'installe, à la suite de la débâcle des troupes napoléoniennes dans la campagne d'Allemagne à Charleville. Nestor s'y passionne pour le dessin et la peinture, et prend des cours auprès de Jean-Baptiste Couvelet puis probablement de Léon Cogniet. Dès son plus jeune âge, il prend également gout à l’archéologie romaine et égyptienne. À 18 ans, son père le fait entrer dans l'Administration des Douanes, travail qui lui laisse suffisamment de loisirs pour assouvir ses passions et terminer à 22 ans un Cours élémentaire d’archéologie égyptienne, grecque et romaine, composé d’après les meilleures autorités tant anciennes que modernes.
Après différentes affectations, il est en poste à Paris en 1827 pour rédiger une nouvelle version des règlements et code douaniers. Un de ses supérieurs encourage sa passion pour l’Égypte antique, en lui facilitant avancement et congés. D’autres « bonnes fées » ne manquent pas autour du jeune homme : sur recommandation d’un ami de Charleville, il rejoint le groupe de la Revue encyclopédique sans pour autant, semble-t-il, y figurer comme auteur. Le directeur de la Revue, Jullien de Paris lui fait rencontrer Jean-François Champollion, son voisin lors d’un repas terminant la réunion mensuelle des rédacteurs. Par ses connaissances, il séduit Champollion à qui il présente dessins et manuscrit du Cours d’archéologie. Ainsi se tisse une relation, parfois orageuse, mais qui durera jusqu’à la mort du tout premier déchiffreur des hiéroglyphes, auquel le jeune Nestor voue une véritable dévotion, quand il ne le trouve pas insupportable. 
Au cours de trois expéditions successives, Nestor L’Hôte réalise une œuvre considérable, en partie publiée de son vivant ou peu après sa disparition, mais dont l’essentiel ne se trouvera exhumé qu’en 1957. Le peu de célébrité de Nestor L’Hôte en dehors du cercle des égyptologues s’explique également par une disparition précoce : atteint de dysenterie dès le deuxième voyage en Égypte, il est contraint de se faire rapatrier en France lors du troisième, et il meurt à Paris le 24 mars 1842, à 37 ans. Et les efforts importants déployés par son frère Édouard (d) ne suffiront pas véritablement à permettre la diffusion de ses travaux.

### Première expédition: sur le Nil avec Champollion (1828-1830)

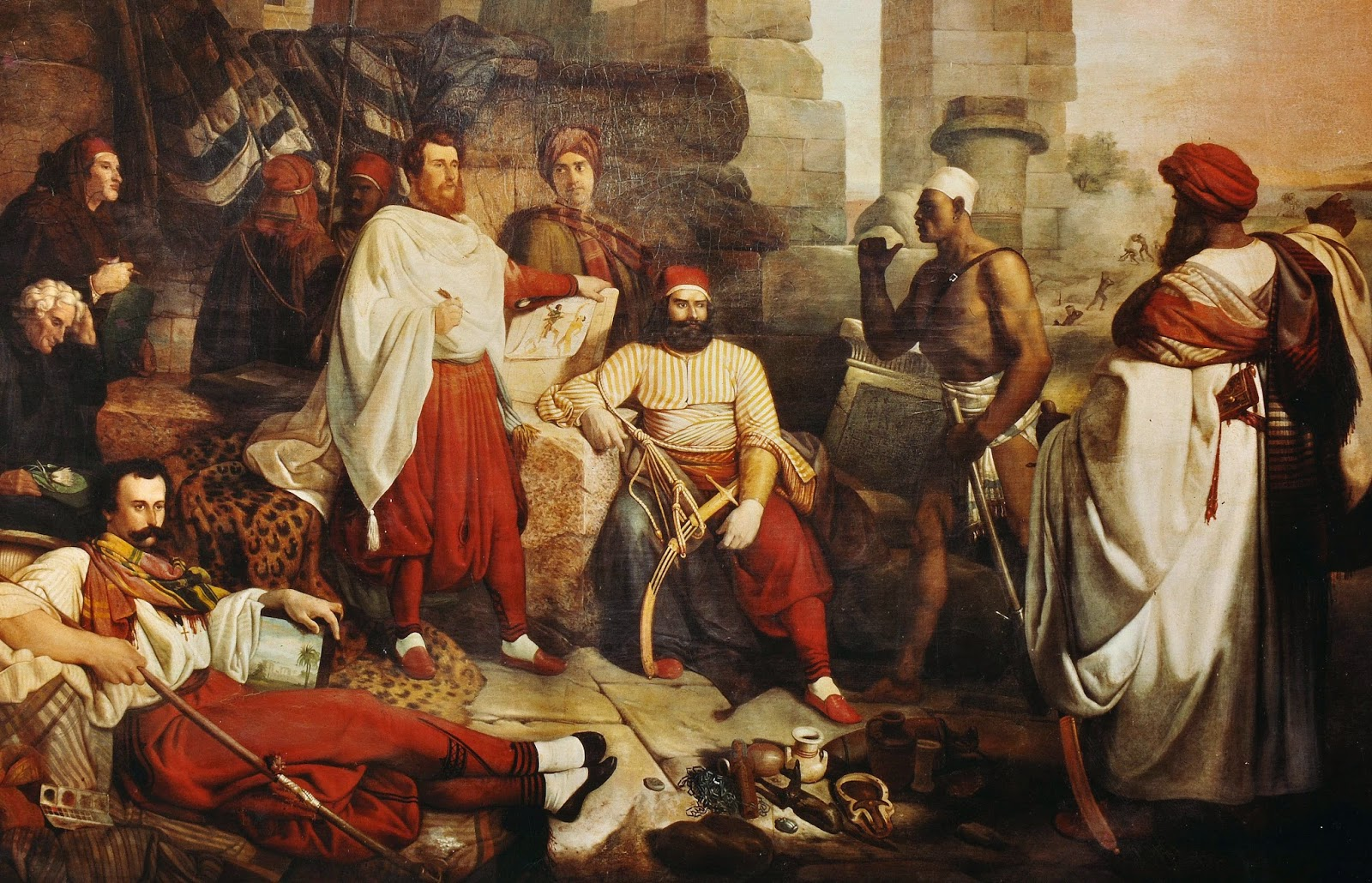
L’expédition franco-toscane en Égypte par Giuseppe Angelelli.

Peu de temps après sa rencontre avec Champollion, L'Hôte devient membre dessinateur de l'expédition franco-toscane en Égypte, que prépare le savant : cofinancée par le roi Charles X et par le Grand-duc de Toscane Léopold II, l’expédition est dirigée par Champollion et comprend Ippolito Rosellini de l’université de Pise, professeur de langues orientales et auteur trois ans plus tôt d’un ouvrage sur le procédé de traduction des hiéroglyphes par Champollion, un médecin et dessinateur : Alessandro Ricci, Antoine Bibent, architecte auteur de travaux sur Pompéi, deux naturalistes Giuseppe Raddi, Gaetano Galastri, un mathématicien : Gaetano Rosellini, oncle de Ippolito et plusieurs dessinateurs : Giuseppe Angelelli,, Salvatore Cherubini, Alexandre Duchesne, Albert Bertin, Pierre-François Lehoux, etc. et Nestor L’Hôte. Enfin, Charles Lenormant profite de sa position d’inspecteur des Beaux-arts pour être du voyage.
Le Moniteur universel du 11 août 1828, décrit les participants français, avec le style de l’époque : « Préparés de longue main à cette exploration scientifique, se confiant avec toute raison aux lumières et au caractère de leur chef, protégés partout par le nom vénéré de leur Roi, ils ont quitté la côte de France, le 31 juillet dernier, sur la corvette l’Églé ». Une fois arrivé à Alexandrie, Champollion confirme l’organisation : « (…) Mon départ pour le Caire est définitivement arrèté [sic] pour demain, tous nos préparatifs étant heureusement terminés, (…) chacun ayant sa part officielle d’action pour le bien de tous. Le docteur Ricci est chargé de la santé et des vivres ; M. Duchesne, de l’arsenal ; M. Bibent, des fouilles, ustensiles et engins ; M. Lhôte, des finances (…). »
Dans leur ouvrage : Sur le Nil avec Champollion, Diane Harlé et Jean Lefebvre ont retracé le détail de l’expédition, avec les yeux et la plume de Nestor L’Hôte, en puisant dans son journal et sa correspondance familiale, pour l’essentiel adressée à ses parents. Les jeunes dessinateurs sont d’emblée ravis par les merveilles orientales du Caire, puis s’adonnent aux premiers travaux de relevés (Gizeh) avant que toute l’expédition, et un canon, ne s’embarquent dans deux navires à voile triangulaire, pour remonter le Nil. Non sans multiplier les arrêts qui sont autant d’occasions de relevés : Saqqarah, Minieh, Beni Hassan, Antinoé et Amarna, Siout, Saouadjé, Panopolis, Girgé, Dendérah, Keft. Et enfin, Thèbes : « Je vous écris depuis la plus ancienne et la plus magnifique capitale du monde (…). »

« À Thèbes (…) je ferai des études à l’huile, si j’ai assez de couleurs. (…) Les monuments de Louxor sont en grande partie engagés dans des constructions en briques crues et masquées par des pigeonniers. Cet ensemble ne choque pas ; il me semble même ajouter au pittoresque ; ces beaux obélisques, ces colonnades s’élèvent majestueusement au-dessus des misérables baraques qui les environnent. (…) Des torrens de lumière inondent le ciel et la terre, et répandent dans l’atmosphère une vapeur transparente, qui n’est autre que la surabondance, que l’excès de cette lumière. »

Louxor. Huile sur toile de L’Hôte

Les sites de Louxor et Karnak donnent lieu à une première série d’illustrations, mais seront de nouveau traités au retour, car le voyage reprend vers l’amont et la première cataracte du fleuve : Herment (Hermonthis), Esna, El Kab, Edfou, Gebel Silsileh, Kom Ombou (Ombos) et enfin Assouan, le franchissement en barque de la première cataracte, et la splendide île de Philæ, qui ravit L’Hôte : « nous avons quitté ma chère île de Philae ; je lui ai fait un éternel adieu, mais je l’ai toute entière dans mon souvenir, j’en connais tous les recoins, et mon portefeuille est garni de ses plus beaux sites ».
C’est alors la Nubie avec les sites de Kalabcha (Talmis), Dakké (en), Maharraqa (Offendina), Ouadi es-Séboua (Per-Amon), Derr, Ibsamboul pour les deux temples d'Abou Simbel, puis, à l’extrême sud du voyage et le passage à l'an 1829 : Ouadi Halfa et la deuxième cataracte. Dans le petit temple de la reine d’Abou Simbel : « On peut même admirer, à l’égal des chefs-d’œuvre grecs, la puissance et la finesse avec lesquelles l’artiste égyptien a rendu, dans les figures de la reine, les contours et le modelé de la nature. Rien de plus vrai ni de plus gracieux que le galbe des hanches et du bassin, dont les formes sont admirablement senties sous la robe serrée qui les recouvre sans les altérer. »
Retour, porté par le courant du Nil, avec arrêt dans les sites déjà visités et travaillés, mais aussi de nombreux autres : Ibrim, Amada, Gerf Hussein, Dendour, Beit el-Ouali, Kertassi, Debod. Et de nouveau : Philæ, et la descente vers Thèbes.

« Nous avons été jusqu’à présent fort occupés, nous le serons moins à Thèbes parce que nous devons y séjourner longtems et que l’on mettra dans le travail plus de mesure et d’ordre qu’il n’y en a eu jusqu’à présent. C’est du moins ce que promet Mr Champollion qui s’est montré, en conscience, trop exigeant ; mes trois collègues sont outrés contre lui, parce qu’il leur avait promis plus de la moitié de tems pour eux, condition qu’ils avaient exigée pour venir, tandis qu’il les fait piocher sans relâche. Quant à moi, je fais mon affaire et je vais mon train ; je contente tout le monde (…). J’ai pris mon franc-parler avec Mr Champollion, à qui je parle franchement quand il est ridicule ; nous n’en sommes que meilleurs amis. Entre nous, Mr Champollion, hormis les hiéroglyphes et les sciences où il est extraordinaire, est du reste irréfléchi, enfant, ignorant les convenances et les égards, en un mot, incapable de conduire une expédition. »

Ce passage de lettre, comme de nombreux autres de son journal ou des lettres aux parents, éclaire l’ambiance parfois désastreuse au sein des membres de l’expédition, manifestement soumis par leur chef à des exigences transgressant les engagements préalables, sans doute non contractualisés. Ce qui ne fera qu’empirer par la suite, quand la date du retour en France ne cesse de reculer. Mais contrairement à ce qu’écrit L’Hôte ici, il semble participer activement à l’esprit de révolte, voire la susciter, avec un caractère parfois irascible (qui s’applique aussi très injustement à sa famille). Peut-être un double-jeu dans sa relation avec le Maître… Jeanne Vandier d'Abbadie note que : « en dépit de son enthousiasme, de son ardeur au travail et de l’admiration profonde qu’il portait à Champollion, il avait une nervosité maladive qu’il n’arrivait pas à dominer, et son caractère détestable suscita, plusieurs fois, des ennuis à son maître. (…) Heureusement, Champollion semble avoir ignoré cette irritation ; il en aurait été d’autant plus affecté, qu’il aimait plus particulièrement ce compagnon dont il appréciait la vive intelligence, le tempérament ardent et original, l’enthousiasme et l’étonnante puissance de travail. Il était, évidemment, de tous ses collaborateurs, celui en qui il avait le plus de confiance et qui, par ses connaissances égyptologiques, lui était le plus utile. »
Ombos, Gebel Silsileh, Edfou, El-Kab, Esna, Tôd, et, de nouveau Thèbes et Louxor, avec encore ses deux obélisques, Karnak. Travaux très pénibles dans les nombreuses tombes de la vallée des Rois, comme ils avaient été pénibles dans le grand temple d’Abou Simbel dont l’accès se faisait en rampant dans un boyau étroit. Cependant, le plaisir l’emporte sur la fatigue : « Mais le tombeau le plus joli, le plus élégant de tous ceux de la vallée, c’est celui du roi Ousiréi (…). C’est un bijou ! Je croyais en y entrant, pénétrer dans le boudoir de nos plus élégantes Parisiennes ; rien de comparable au fini précieux de la sculpture, à la fraîcheur et à la délicatesse des peintures, à la recherche et au bon goût des ornemens (…). »

Gournah et le Ramesséum : 

« La fatigue et l’ennui de l’hiéroglyphe, la chaleur et les autres inconvénients n’ont aucunement nui à mes travaux, j’ai pu tout concilier, et mon portefeuille ne m’aura coûté que cinq ou six quintaux de sueur et deux ou trois livres de chair. Je commence à être un peu fatigué et je suis bien aise de voir la campagne s’avancer. Dieu ! que l’hiéroglyphe est ennuyeux, qu’il est accablant ! Nous en avons tous une indigestion ; tout le monde se relâche et ne travaille que par raison, par devoir. »

 Deux jours après, c’est le plaisir d’assister à un mariage, et de le décrire : 

« La mariée ne paraît point dans ces cérémonies, et dès le jour de ses noces elle est étrangère à la société, c’est un être accessoire, une espèce de meuble ; c’est l’homme qui se marie, ce n’est point la femme (…). Ce n’est pas en Orient que les femmes sont heureuses ! »

 Mais les hommes ne le sont guère plus, selon L’Hôte, et le fellah moins que tout autre, dans un régime qu’il écrit tyrannique, où tous oppriment tous.

Nestor L'Hôte en Égyptien (croquis d'Alexandre Duchesne)

Son ami Alexandre Duchesne quitte l’expédition le 28 juillet. De leur amitié témoigne le croquis représentant Nestor dans la tenue locale que Champollion et ses compagnons ont adoptée depuis Le Caire : « Ci-joint mon portrait croqué en quelques minutes de Duchesne ; c’est comme vous voyez une figure un peu maigre, mais c’est assez cela, et j’y reconnais ma physionomie bien frappante – je désire que ce croquis vous arrive sans vinaigre et sans coupure de canif »,. 
L’Hôte et ses compagnons pensent quitter l’Égypte dès le mois d’octobre, mais l’attente d’un navire se prolonge pour de multiples raisons qui d’abord excèdent L’Hôte. C’est cependant l’occasion de parcourir et de croquer Rosette et le Caire en tous sens, d’en dresser le panorama depuis la citadelle, sur autorisation expresse du Pacha, Méhémet Ali. Les jeunes dessinateurs, L’Hôte, Bertin et Lehoux, se focalisent finalement sur le projet de « rapporter en France le panorama le plus magnifique qu’on ait jamais fait », au point même de laisser Champollion embarquer sans eux (il prend la mer le 5 décembre). Celui-ci leur écrit depuis Alexandrie : 

« Son Altesse Sérénissime le Pacha (…) m’a témoigné hier au soir le vif désir de posséder son portrait et celui d’Ibrahim Pacha, tracés par vos doctes pinceaux. (…) J’ai donc cru pouvoir répondre de votre empressement et de votre zèle, et il est convenu qu’à votre arrivée, son Altesse posera le tems nécessaire. Distribuez-vous donc les rôles pour jouer la pièce vite et bien. Arrivez donc, broyez vos couleurs, lavez vos pinceaux et venez recevoir le premier hommage qu'un Pacha n'ait jamais payé aux Beaux-Arts ! C'est une révolution en faveur de la peinture. Vous avez l'honneur de la consommer. »

Mais les trois dessinateurs privilégient la réalisation du panorama du Caire, et les multiples démarches de préparation de leur propre retour. Le Pacha devra attendre ! Ils embarquent finalement à bord de La Comète le 20 février pour partir le 26 et arriver à Toulon le 24 mars.

### Après l'expédition franco-toscane (1830-1838)
Après la quarantaine de rigueur, du fait de la peste, L’Hôte retrouve Champollion, ses amis parisiens, puis sa famille, du repos, et enfin son emploi dans l’administration des douanes, non sans avancement. Vertement tancé par Lenormant pour son mauvais caractère et ses écarts de conduite vis-à-vis du chef de l’expédition, il aurait reconnu et regretté ceux-ci. Il aide Champollion, d’abord Conservateur au Louvre, puis à la Bibliothèque royale, au classement des antiquités ramenées d’Égypte. 
Et avec Cherubini et Lenormant, L’Hôte est présent chaque jour d’une terrible semaine, pour accompagner son illustre maître, gagné par la maladie, jusqu’à sa mort (le 4 mars 1832) qui le plonge dans un véritable désespoir.
Dans ce contexte vient la publication anticipée de l’ouvrage de Rosellini (Monumenti dell'Egitto e della Nubia), présentation séparée des travaux résultant d'une part de la rupture entre ce dernier et le frère aîné du défunt, Jacques-Joseph, qui se constitue légataire de son œuvre, et, d'autre part, de la volonté de Léopold II, soucieux de tirer sans tarder les fruits de son investissement dans l'expédition.
Une commission ministérielle, comprenant Jacques-Joseph Champollion, Lenormant et Letronne, est nommée pour achever la publication posthume du livre de Champollion Monuments de l’Égypte et de la Nubie, qui intègrera un nombre important de planches dues à Nestor L’Hôte.
Il publie chez Leleux, en 1836, une Notice historique sur les obélisques égyptiens, ouvrage de circonstance, coïncidant avec l’érection, place de la Concorde, d’un des deux obélisques qu’il a tant de fois dessinés à Louxor. Il publie également plusieurs articles et prépare les manuscrits d'une grammaire copte.

### Deuxième voyage (1838-1839)
La rédaction du livre de Champollion ayant mis en évidence de nombreuses lacunes, qui avaient été reportées à un voyage ultérieur, Nestor L’Hôte est candidat à un nouveau départ, et, à la demande de Jean-Antoine Letronne, successeur de Champollion à la chaire d’archéologie, il est missionné à cet effet par le ministre d l’Instruction Publique, Narcisse-Achille de Salvandy. Il s’agit cette fois d’une expédition solitaire, qui démarre sur le sol égyptien d’Alexandrie le 18 mars 1838. Ses Lettres écrites d’Égypte en 1838 et 1839 sont adressées principalement à ses commanditaires, Salvandy et Letronne.
Il se rend directement à Thèbes, Gournah et dans la vallée des Rois : « Cette vallée, où renaissaient pour moi de tristes mais précieux souvenirs, semble avoir pris un air d’abandon, une teinte de mélancolie plus austère et plus profonde que jamais. J’ai mis mon lit à la place qu’occupait le sien, et ma pensée se plaisait à faire revivre son image ; que ne pouvais-je de même évoquer le génie qui l’a immortalisé ! »
 

Atteint d’une grave dysenterie, il doit subitement regagner Le Caire. Il profite de sa convalescence pour enfin tenir l’engagement de Champollion au Pacha : en faire le portrait. Ce sera une représentation grandeur nature sur un premier tableau, à cheval sur un deuxième : 

« Je suis assez flatté de cette circonstance, qui me met ainsi de moitié dans l’accomplissement d’un fait qu’on peut dire unique dans les annales de l’Orient, d’un prince musulman se faisant peindre grandeur naturelle, en présence des grands qui l’entourent et en dépit des lois du Koran ; il est vrai que Mehemet Aly n’y regarde pas de si près, et qu’il donnerait, pour un régiment de plus, tous les korans du monde et leurs commentateurs. »

Une fois remis, il retourne en Moyenne Égypte, notamment à Amarna où il met en évidence la rupture provoquée par la nouvelle religion monothéiste d’Akhenaton. Puis Thèbes et Karnak, où il constate et dénonce combien les antiquités disparaissent vite, entre deux voyages. Sur tous les sites visités, il réalise de nombreux moulages. Une nouvelle crise de dysenterie oblige à un retour précipité au Caire, puis en France, qu’il regagne le 11 septembre 1839, après un passage à Rome qu’il veut à tout prix découvrir. On constate, à l’arrivée à Marseille, que des infiltrations d’eau dans la cale du navire ont détruit l’ensemble des empreintes ou moulages qui y étaient entreposés. Les dessins et documents sont intacts, mais la plupart faisaient référence aux empreintes et n’ont plus d’intérêt véritable.

### Troisième voyage (1840-1841)
Non sans hésitation, du fait de son état de santé, le nouveau ministre de l’Instruction Publique, Abel François Villemain, le missionne pour un troisième voyage qui débute le 21 juillet 1840. 

Le kiosque de Trajan sur l'île de Philæ. Huile sur toile

Après avoir de nouveau effectué des relevés à Gizeh et Saqqarah, où il découvre un cartouche d’un pharaon inconnu : Ousekaf, il prend la direction de la Haute Égypte : Thèbes, el Kab, Edfou et enfin Philæ. Copies d'inscriptions du sanctuaire d'Isis dans le temple de Behbeit El-Hagara, ainsi que des dessins du texte gravé au linteau des portes du petit temple rupestre de Sikayt. Il dessine quelques-unes des stèles-frontières qu'il découvre dans le désert avoisinant Tell el-Amarna. Partout de nouveaux moulages ou estampages. L’Égypte a encore changé du fait des circonstances internationales, l’autorité du Pacha est affaiblie et les étrangers qu’il protège sont en butte à l’hostilité de la population. L’Hôte est soumis de même à la mauvaise volonté et aux vols de ceux qu’il emploie, ce qui s’ajoute à la fatigue. Il se lance cependant dans un aller-retour exténuant vers la mer Rouge à partir d’Edfou, puis un deuxième aller-retour de 17 jours, tout aussi fatigant, vers les mines d’émeraude et le port de Bérénice, qui le déçoivent profondément .
Lors de son retour au Caire, alors qu’il s’apprête à quitter définitivement le pays, le 7 août, il apprend qu’il vient d’être fait chevalier de la Légion d’Honneur.
Sentant probablement que le temps lui est compté, il s’affaire à exploiter sa moisson dès le retour à Paris, mais une pleurésie, compliquée d’une fièvre cérébrale, met fin à l’entreprise : comme son illustre maître, Nestor L’Hôte meurt très peu de temps après le retour d’Égypte, à presque 38 ans.

## Œuvre
C’est dans l’ouvrage cité de Diane Harlé qu’on trouve expliqué le parcours des 5 à 600 dessins et aquarelles disparus avant que le Musée du Louvre en fasse l’acquisition en 1957, ceci à partir d’un premier dépôt confié par Édouard, frère de Nestor, à Letronne afin qu’ils soient remis à la Bibliothèque nationale… ce qui sera fait un siècle plus tard, et de multiples décès et successions ayant transformé le don en vente. Regroupés en deux albums, ces originaux sont aujourd'hui numérisés sur Gallica. On peut y constater la précision des relevés topographiques, des relevés d'hiéroglyphes et de leur compréhension, la qualité des aquarelles ou des dessins paysagers…

Pour Christiane Ziegler, conservatrice en chef chargée du département des antiquités égyptiennes du musée du Louvre : 

« Témoignage vivant et passionné, l’œuvre de Nestor L’Hôte se veut aussi inventaire scientifique. Inventaire graphique des sites reproduits avec une maîtrise exceptionnelle, dans le respect des proportions, des perspectives et des formes, selon une technique que seule égalera, bien plus tard, la pratique photographique du grand angle. Inventaire écrit, enfin, au fil des pages, dans une description minutieuse des sites traversés, témoignant souvent d’une réelle culture archéologique »

— Préface à Harlé & Lefebvre, p. 13.

Pour Jeanne Vandier d'Abbadie, épouse de l'égyptologue et ancien conservateur en chef de ce département du Louvre Jacques Vandier, et à qui on doit d'avoir, la première, tiré l'œuvre de Nestor L'Hôte de l'oubli : 

« Son talent de dessinateur était réel, ses esquisses précises étaient tracées d’un trait sûr et élégant. Ses sérieuses connaissances des hiéroglyphes lui permettaient de copier les inscriptions sans erreur, ce qui lui donnait une supériorité sur les autres dessinateurs de la mission »

— Vandier d'Abbadie, p. 3.

## Nestor L’Hôte: semeur de vocation chez un jeune cousin
Les épreuves de Nestor L’Hôte ont déterminé la vocation de son cousin Auguste Mariette, après avoir été chargé de classer les papiers qu’il avait rapportés d’Égypte par le père de Nestor, qui finissait sa carrière à Boulogne-sur-Mer, comme inspecteur principal dans les douanes. 

« Ainsi, ce prolongement de son œuvre, son œuvre elle-même et toute sa vie contribuent à faire de Nestor L’Hôte une des figures les plus attachantes de l’égyptologie à ses débuts »

— Vandier d'Abbadie, p. 10.

## Publications
- Notice historique sur les obélisques égyptiens, et en particulier sur l'obélisque de Louqsor : rédigée d'après les meilleurs documents, et offrant les noms et époques des rois qui ont fait ériger ces différens monolithes, Paris, Leleux, coll. « Musée des Antiquités Égyptiennes », 1836, 71 p. ([bpt6k854817d lire en ligne] sur Gallica).
- Lettres écrites d'Égypte, en 1838 et 1839 : contenant des observations sur divers monuments égyptiens nouvellement explorés et dessinés, avec des remarques de M. Letronne, Paris, Firmin-Didot, 1840, 239 p. (lire en ligne sur Gallica).
- « Le Palais d’Ibrahim Pacha », Le Magasin Pittoresque, vol. 8,‎ 1840, p. 65-6 (lire en ligne sur Gallica).
- « Lettre sur les monuments qui entourent les pyramides de Ghizé », Le Journal des Sçavans,‎ 1841 (lire en ligne sur Gallica).
- « Lettres sur l'Égypte en 1841 », Revue des Deux Mondes, vol. 27,‎ 1841 (lire en ligne).